# Consistórios de Inocêncio III
Esta entrada contém a lista completa dos consistórios para a criação de novos cardeais presididos pelo Papa Inocêncio III, com uma indicação de todos os cardeais criados sobre os quais há informação documental (41 novos cardeais em 10 consistórios). Os nomes são colocados em ordem de criação.

## Dezembro de 1198
1. Ugolino dei conti di Segni, cardeal-sobrinho; criado cardeal-diácono de Santo Eustáquio; posteriormente eleito Papa Gregório IX em 19 de março de 1227 (falecido em agosto de 1241)
2. Gérard, O.Cist., Abade de Pontigny (França); criado cardeal-diácono de São Nicolau no Cárcere (morreu cerca de 1200)

## Dezembro de 1200
1. Gregório, criado cardeal-bispo de Sabina (falecido em 1216)
2. Bento, criado cardeal-diácono de Santa Maria em Domnica (falecido em julho de 1216)
3. Leone Brancaleone, cônego regular da Basílica de São Frediano; criado cardeal-diácono de Santa Lúcia em Septisolio (falecido por volta de agosto de 1230)
4. Matteo, criado cardeal-diácono de São Teodoro (falecido em agosto de 1205)
5. Giovanni dei Conti di Segni, cardeal-sobrinho; criado cardeal-diácono de Santa Maria em Cosmedin (falecido em junho de 1213)

## Dezembro de 1202
1. Roger, criado cardeal-diácono de Santa Maria em Domnica (falecido em 1213)
2. Gualterio, criado cardeal-diácono de Santa Maria no Pórtico de Otávia (falecido por volta de 1205)
3. Raoul de Neuville, arquidiácono de Arras; criado cardeal-presbítero de Santa Sabina (falecido em março de 1221)

## 1205
1. Nicola de Romanis, criado cardeal-bispo de Frascati (falecido no final de 1219)
2. Guido Pierleone, cônego da Catedral de Piacenza; criado cardeal-diácono de São Nicolau no Cárcere (falecido em abril de 1228)
3. Pietro di Morra, criado cardeal-diácono de Santo Ângelo em Pescheria (falecido por volta de 1206)
4. Uberto da Pirovano, criado cardeal-presbítero (título desconhecido) (falecido em março de 1211)
5. Giovanni da Ferentino, criado cardeal-diácono de Santa Maria em Via Lata (falecido em 1216)
6. Guala Bicchieri, Can.Reg. S. Pietro (Pavia), bispo emérito de Vercelli; criado cardeal-diácono de Santa Maria no Pórtico de Otávia (falecido por volta de junho de 1227)
7. Ottaviano dei Conti di Segni, criado cardeal-diácono dos Santos Sérgio e Baco (falecido em julho de 1231)
8. Gregorio Crescenzi, cônego regular de S. Maria di Reno (Bolonha); criado cardeal-diácono de São Teodoro (falecido após maio de 1226 ou 1230)
9. Giovanni, criado cardeal-diácono de Santos Cosme e Damião (morreu por volta de janeiro de 1217)
10. Paio Galvão, O.S.B., criado cardeal-diácono de Santa Lúcia em Septisolio (falecido em janeiro de 1230)
11. Stephen Langton, criado cardeal-presbítero de São Crisógono (falecido em julho de 1228)
12. Pietro Sasso, criado cardeal-presbítero de Santa Prudenciana (falecido no final de 1219)

## 1206
1. Siegfried von Eppstein, arcebispo de Mainz (Alemanha); criado cardeal-presbítero de Santa Sabina (falecido em setembro de 1230)

## 1207
1. Pietro, O.S.B.Cas., criado cardeal-presbítero (título desconhecido) (morreu 1210-1211)
2. Mauro, auditor da Rota Romana; criado cardeal-presbítero (título desconhecido) (falecido em 1225)

## 1211
1. Gerardo da Sessa, O.Cist., Arcebispo de Milão; criado cardeal-bispo de Albano (falecido em abril de 1212)

## 18 de fevereiro de 1212
1. Angelo, criado cardeal-diácono de Santo Adriano no Fórum (falecido em novembro de 1215)
2. Giovanni Colonna, criado cardeal-presbítero de Santa Praxedes (falecido por volta de abril de 1244)
3. Pierre Duacensis, criado cardeal-diácono de Santa Maria em Aquiro (falecido antes de abril de 1221)
4. Bertrando Savelli, criado cardeal-diácono de São Jorge em Velabro (falecido depois de julho de 1216)
5. Stefano di Ceccano, O.Cist., Abade do mosteiro de Fossanova; criado cardeal-diácono de Santo Ângelo em Pescheria (falecido em novembro de 1227)
6. Robert Curzon, cônego do capítulo da Catedral de Notre-Dame de Paris; criado cardeal-presbítero de Santo Estêvão no Monte Celio (falecido em fevereiro de 1219)

## 1213
1. Rainiero, cônego regular de S. Maria di Reno (Bolonha); criado cardeal-diácono de Santa Lucia em Silice (falecido em junho de 1217 ou 1221)
2. Giovanni Domenico Trinci, criado cardeal-presbítero de São Ciríaco nas Termas de Diocleciano (morreu talvez em 1219)

## 1216
1. Gregorio Theodoli, criado cardeal-presbítero de Santa Anastácia (falecido em 1227)
2. Raniero Capocci, O.Cist., Abade da Abadia das Três Fontes; criado cardeal-diácono de Santa Maria em Cosmedin (falecido antes de junho de 1250)
3. Romano Bonaventura, criado cardeal-diácono de Santo Ângelo em Pescheria (falecido em fevereiro de 1243)
4. Stefano de Normandis dei Conti, criado cardeal-diácono de Santo Adriano no Fórum (falecido em dezembro de 1254)
5. Tomás de Cápua, arcebispo de Nápoles; criado cardeal-diácono de Santa Maria em Via Lata (falecido em agosto de 1243)
6. Pietro Campano, O.S.B.Cas., cardeal-presbítero de São Lourenço em Dâmaso (falecido em 1217)
7. Aldobrandino Caetani, criado cardeal-diácono de Santo Eustáquio (falecido em janeiro de 1223)

## fontes
- «Current and historical information about the Bishops and Dioceses of the Catholic Hierarchy around the world» (em inglês)
- Salvador Miranda. «Innicent III». fiu.edu – The Cardinals of the Holy Roman Church (em inglês). Universidade Internacional da Flórida. Consultado em 27 julho 2015